# 피지사냥개박쥐
피지사냥개박쥐(Chaerephon bregullae)는 큰귀박쥐과에 속하는 박쥐의 일종이다. 피지와 바누아투에서 발견된다.

## 어원
학명의 종소명은 태평양 동물상에 관한 권위자인 독일 박물학자 겸 조류학자 하인리히 브레굴라(Heinrich Bregulla)의 이름을 따서 지었다.

## 특징
보통 크기의 박쥐로 몸길이는 63~67.5mm이고, 전완장은 51.3~53.6mm, 꼬리 길이는 39.7~45.8mm이다. 정강이뼈 길이는 20~22.3mm, 귀 길이는 16.6~20.7mm이고 몸무게는 최대 22.5g이다. 북부사냥개박쥐 모습과 유사하지만 귓바퀴를 따라 나 있는 돌기가 없다.

## 생태
동굴 안에 수많은 무리가 함께 생활한다. 수천 마리의 암컷이 새끼를 함께 기르는 무리를 형성한다. 앞이 트인 공간과 해안가를 따라서 곤충을 포식한다. 새끼는 보통 연말에 낳고, 이듬해 4월경 젖을 뗀다.

## 분포 및 서식지
피지제도의 타베우니섬과 바누아레부섬, 바누아투의 이스피리투산투와 말로섬에 널리 분포한다. 통가 제도와 피지제도의 비티레부섬에서는 선사 시대에 멸종했다. 코코야자 농장과 산지 숲에서 서식한다.